# Gubrih
Gubrih is een bestuurslaag in het regentschap Bondowoso van de provincie Oost-Java, Indonesië. Gubrih telt 2634 inwoners (volkstelling 2010).